# Совлинский
Совлинский — упразднённый посёлок на территории Кондинского района Ханты-Мансийского автономного округа — Югры.

## География
Находился в 3,5 км к юго-востоку от посёлка Дальний, на южном берегу неглубокого озера Сатыгинский Туман, возникшего от разлива рек: такие водоёмы в этой местности и называются туманами.

## История
Образован к середине 1930-х годов как пятый посёлок спецпереселенцев. К середине 30-х годов здесь появился колхоз «Третья пятилетка», где была звероферма с серебристо-чёрными лисами, скотный двор, конюшни. Сеяли ячмень, пшеницу, овёс, коноплю. Население занималось рыбной ловлей, охотой, сбором дикоросов. На берегу стояло здание, в центре которого находилась школа, а по краям квартиры для учителей и ФАП. Посёлок Совлинский был упразднён постановлением губернатора от 23 января 2004 года.

## Население
| 1989 | 2002 |
| ---- | ---- |
| 10   | ↘6   |